# Plebiscyt Przeglądu Sportowego 1987
53. Plebiscyt „Przeglądu Sportowego” na najlepszego sportowca Polski zorganizowano w 1987 roku.

## Wyniki
1. Marek Łbik i Marek Dopierała – kajakarstwo (300 843 pkt.)
2. Jerzy Kukuczka – alpinizm (268 725)
3. Andrzej Grubba – tenis stołowy (236 167)
4. Wacław Nycz – sport lotniczy (207 231)
5. Barbara Kotowska – pięciobój nowoczesny (147 055)
6. Andrzej Mierzejewski – kolarstwo (135 779)
7. Józef Młynarczyk – piłka nożna (119 639)
8. Bogusława Olechnowicz – judo (118 380)
9. Izabela Dylewska – kajakarstwo (114 808)
10. Marek Piotrowski – kick-boxing (80 634)